# Tabanus dorsivitta
Tabanus dorsivitta är en tvåvingeart som beskrevs av Walker 1850. Tabanus dorsivitta ingår i släktet Tabanus och familjen bromsar. Inga underarter finns listade i Catalogue of Life.